# GSC7662-1368
GSC7662-1368 — хімічно пекулярна зоря спектрального класу Cr, що має видиму зоряну величину в смузі V приблизно  9,1.

## Пекулярний хімічний склад
Зоряна атмосфера GSC7662-1368 має підвищений вміст 
Eu
.